# Louis Pierron
Pour les articles homonymes, voir Pierron.

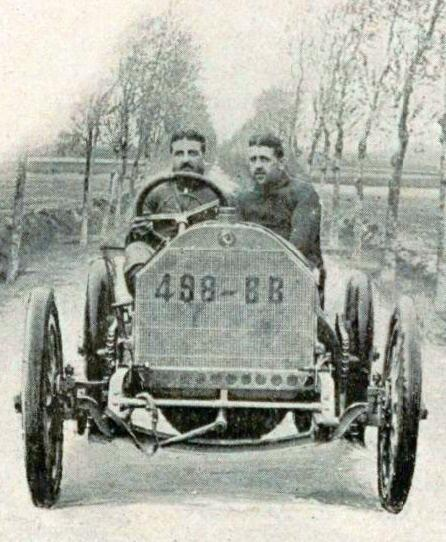
La Motobloc Grand Prix 1908 de Pierron, pour le Grand Prix de France.

Louis Pierron est un pilote automobile et aéronaute.

## Biographie
Il participe au Grand Prix automobile de France 1907 et au Grand Prix automobile de France 1908.
Il gagne la 3e éliminatoire du prix Deutsch de la Meurthe en 1911.
Il est membre de l'Aéro-Club de France.